# Miguel Quintana Pali
Miguel Quintana Pali (Boston, 2 september 1946) is een Mexicaans architect, ondernemer en ceo van de Grupo Xcaret.

## Biografie
Pali is de tweede zoon van zes uit het gezin Carlos Quintana Gomes-Daza en Lulu Pali Solomon. Hij werd geboren in de Verenigde Staten. Hij bracht zijn jeugd door in Chili en groeide op in Mexico-Stad en Monterrey.
In 1971 opende hij zijn eerste winkel Decoracion Pali. Vanaf 1972 zou dit uitgroeien tot een keten van meubel- en decoratiewinkels.
Pali had vanaf 1990 met het eco-archeologische Xcaret Park belevenispark en de latere Grupo Xcaret een grote impact op het leven in de staat Quintana Roo. Hij kreeg dan ook de bijnaam The King Midas of the Caribbean. Zijn groep beheert anno 2022 acht Mexicaanse themaparken. Quintana is ceo van de groep en zijn zoon David Quintana werkt er eveneens als directeur strategie en ontwikkeling.